# John Campbell Allen
Pour les articles homonymes, voir John Allen et Allen.
Sir John Campbell Allen, né à Kingsclear le 1er octobre 1817 et mort à Fredericton le 27 septembre 1898, est un juriste canadien, juge en chef du Nouveau-Brunswick entre 1875 et 1876. Il fut également le président de l'Assemblée législative du Nouveau-Brunswick de 1863 à 1865.